# Станевце
Станевце (алб. Stanec) је насеље у Србији у општини Прешево у Пчињском округу. Према попису из 2022. било је 50 становника.

## Демографија
У насељу Станевце живи 31 пунолетни становник, а просечна старост становништва износи 22,7 година (20,4 код мушкараца и 25,2 код жена). У насељу има 11 домаћинстава, а просечан број чланова по домаћинству је 6,18.
Ово насеље је великим делом насељено Албанцима (према попису из 2002. године).
|  |

| Демографија | Демографија | Демографија |
| Година      | Становника  | Становника  |
| ----------- | ----------- | ----------- |
| 1948.       | 341         |             |
| 1953.       | 350         |             |
| 1961.       | 372         |             |
| 1971.       | 257         |             |
| 1981.       | 90          |             |
| 1991.       | 131         | 131         |
| 2002.       | 68          | 76          |
| 2022.       | 50          |             |

| Етнички састав према попису из 2002.‍ | Етнички састав према попису из 2002.‍ | Етнички састав према попису из 2002.‍ | Етнички састав према попису из 2002.‍ | Етнички састав према попису из 2002.‍ |
| ------------------------------------ | ------------------------------------ | ------------------------------------ | ------------------------------------ | ------------------------------------ |
|                                      |                                      |                                      |                                      |                                      |
| Албанци                              | Албанци                              |                                      | 67                                   | 98,52%                               |
| Бошњаци                              | Бошњаци                              |                                      | 1                                    | 1,47%                                |

| Година пописа     | 1948. | 1953. | 1961. | 1971. | 1981. | 1991. | 2002. |
| ----------------- | ----- | ----- | ----- | ----- | ----- | ----- | ----- |
| Број домаћинстава | 48    | 41    | 50    | 36    | 15    | 14    | 11    |

| Број чланова      | 1 | 2 | 3 | 4 | 5 | 6 | 7 | 8 | 9 | 10 и више | Просек |
| ----------------- | - | - | - | - | - | - | - | - | - | --------- | ------ |
| Број домаћинстава | 0 | 0 | 1 | 1 | 1 | 3 | 3 | 1 | 1 | 0         | 6,18   |

| Пол    | Укупно | Неожењен/Неудата | Ожењен/Удата | Удовац/Удовица | Разведен/Разведена | Непознато |
| ------ | ------ | ---------------- | ------------ | -------------- | ------------------ | --------- |
| Мушки  | 22     | 12               | 9            | 1              | 0                  | 0         |
| Женски | 16     | 3                | 9            | 4              | 0                  | 0         |
| УКУПНО | 38     | 15               | 18           | 5              | 0                  | 0         |

| Пол    | Укупно                    | Пољопривреда, лов и шумарство | Рибарство                            | Вађење руде и камена | Прерађивачка индустрија       |
| ------ | ------------------------- | ----------------------------- | ------------------------------------ | -------------------- | ----------------------------- |
| Мушки  | 14                        | 12                            | 0                                    | 0                    | 0                             |
| Женски | 8                         | 8                             | 0                                    | 0                    | 0                             |
| УКУПНО | 22                        | 20                            | 0                                    | 0                    | 0                             |
| Пол    | Производња и снабдевање   | Грађевинарство                | Трговина                             | Хотели и ресторани   | Саобраћај, складиштење и везе |
| Мушки  | 0                         | 0                             | 0                                    | 0                    | 0                             |
| Женски | 0                         | 0                             | 0                                    | 0                    | 0                             |
| УКУПНО | 0                         | 0                             | 0                                    | 0                    | 0                             |
| Пол    | Финансијско посредовање   | Некретнине                    | Државна управа и одбрана             | Образовање           | Здравствени и социјални рад   |
| Мушки  | 0                         | 0                             | 0                                    | 0                    | 0                             |
| Женски | 0                         | 0                             | 0                                    | 0                    | 0                             |
| УКУПНО | 0                         | 0                             | 0                                    | 0                    | 0                             |
| Пол    | Остале услужне активности | Приватна домаћинства          | Екстериторијалне организације и тела | Непознато            | Непознато                     |
| Мушки  | 0                         | 0                             | 0                                    | 2                    | 2                             |
| Женски | 0                         | 0                             | 0                                    | 0                    | 0                             |
| УКУПНО | 0                         | 0                             | 0                                    | 2                    | 2                             |